# Молодьожне (Сахалінська область)
Молодьожне (рос. Молодёжное) — село у Тимовському міському окрузі Сахалінської області Російської Федерації.
Населення становить 732 особи (2013).

## Історія
Від 1963 року належить до Тимовського міського округу Сахалінської області.

## Населення
| 2002 | 2010 | 2013 |
| ---- | ---- | ---- |
| 909  | ↘772 | ↘732 |